# Guaduella
Guaduella Franch. é um género botânico pertencente à família Poaceae, subfamília Puelioideae, tribo Guaduelleae.

## Sinônimos
- Guadella Franch. (SUO)
- Microbambus K.Schum.